# استاچلرکوپ
استاچلرکوپ (به لاتین: Stachlerkopf) یک کوه در لیختن‌اشتاین است که در لیختن‌اشتاین واقع شده‌است. استاچلرکوپ ۲٬۰۷۱ متر بالاتر از سطح دریا واقع شده‌است.